# Baureihe 216
De Baureihe 216 was een diesellocomotief van de Deutsche Bundesbahn en later de Deutsche Bahn AG voor licht reizigers- en goederenvervoer. 
Deze locomotief behoort tot de V160-familie. Andere locomotieven uit deze familie zijn de Baureihe 210, Baureihe 215, Baureihe 217 en Baureihe 218.

## Afbeeldingen

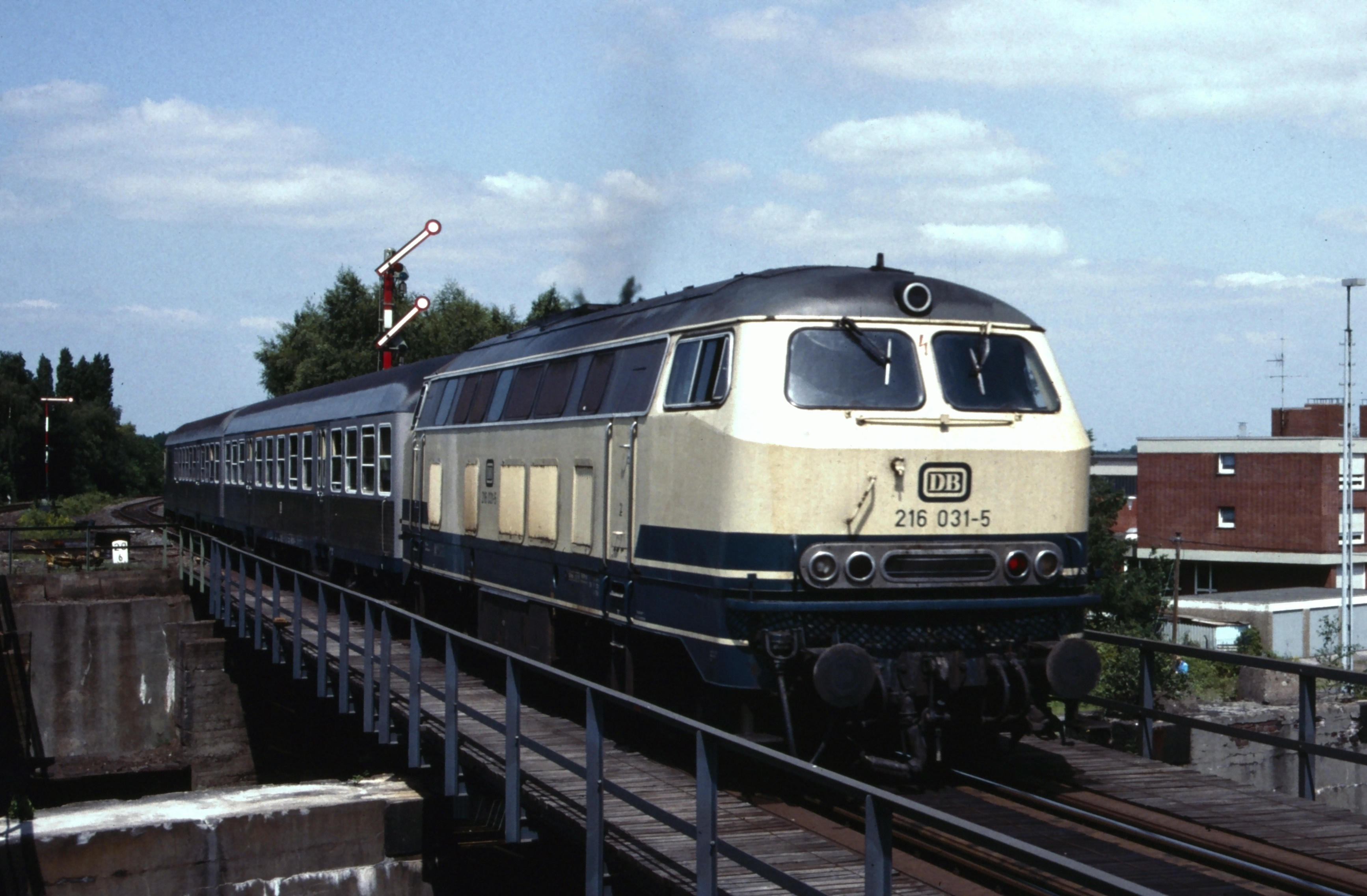
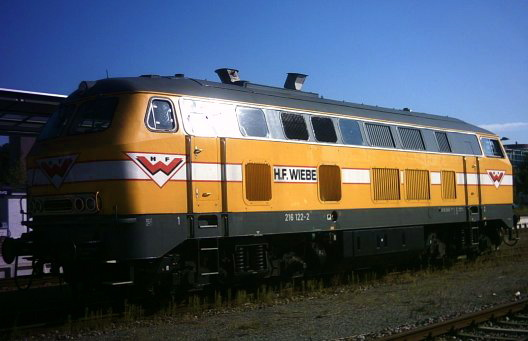
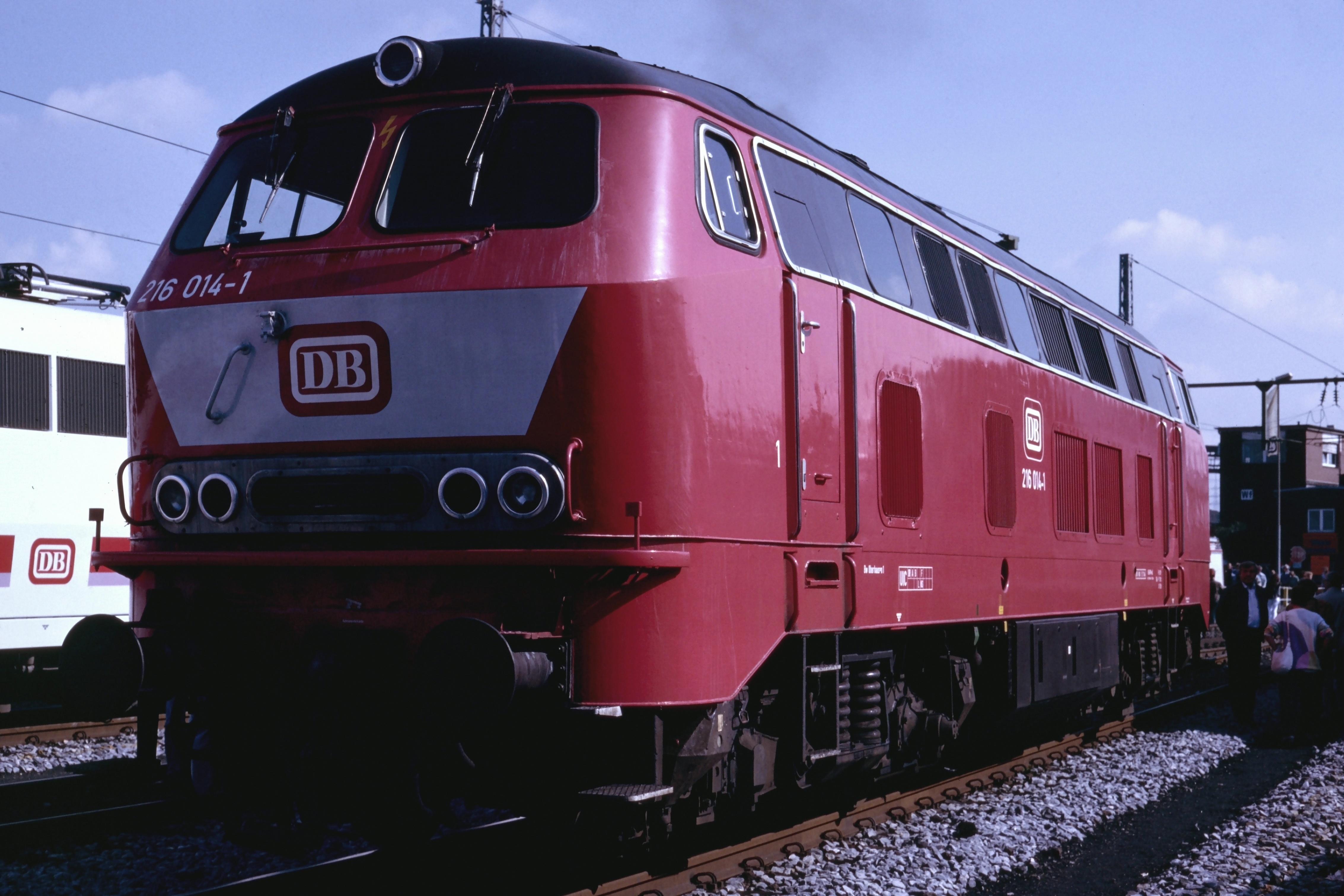